# Heroes Reborn (serie de televisión)
Heroes Reborn es una serie de televisión de ciencia ficción basada en la serie de televisión Héroes, creada por Tim Kring. Fue estrenada el 24 de septiembre de 2015 y contó con un total de 13 episodios. El 13 de enero de 2016 se anunció que la serie no sería renovada para una segunda temporada.

## Argumento
Un año atrás, un atentado terrorista en Odessa, Texas, dejó la ciudad diezmada. Culpados por el trágico suceso, las personas con habilidades extraordinarias deben esconderse o huir de aquellos que les culpan de lo sucedido y quieren eliminarles para siempre. Pero Noah Bennet tiene una misión clara: unirles para salvar el mundo una vez más.

## Elenco
| - Jack Coleman como Noah Bennet. - Zachary Levi como Luke Collins. - Robbie Kay como Nathan Bennett/Tommy Clarke. - Kiki Sukezane como Miko Otomo. - Ryan Guzmán como Carlos Gutiérrez/El Vengador. - Rya Kihlstedt como Erica Kravid. - Gatlin Green como Emily Duval. - Henry Zebrowski como Quentin Frady. - Judith Shekoni como Joanne Collins. - Danika Yarosh como Malina Bennett. | - Rachael Ancheril como Fiona. - Clé Bennett como Harris Prime. - Krista Bridges como Anne Clarke. - Dylan Bruce como James Dearing. - Nazneen Contractor como Farah. - Nesta Marlee Cooper como Dahlia. - Francesca Eastwood como Molly Walker. - Noah Gray-Cabey como Micah Sanders. - Greg Grunberg como Matt Parkman. - Eve Harlow como Taylor Kravid. - Lucius Hoyos como José Gutiérrez. - Jimmy Jean-Louis como el Haitiano. - Carlos Lacamara como el padre Mauricio. - Jake Manley como Brad. - Peter Mooney como Francis. - Masi Oka como Hiro Nakamura. - Greta Onieogou como Aly. - Aislinn Paul como Phoebe Frady. - Sendhil Ramamurthy como Mohinder Suresh. - Cristine Rose como Angela Petrelli. - Pruitt Taylor Vince como Caspar Abraham. - Toru Uchikado como Ren Shimosawa. |

## Episodios
| N.º (serie) | Título                  | Director               | Guionista               | Primera emisión          | Audiencia (en millones) |                        |
| Volumen uno: Awakening | Volumen uno: Awakening  | Volumen uno: Awakening | Volumen uno: Awakening  | Volumen uno: Awakening   | Volumen uno: Awakening  | Volumen uno: Awakening |
| --- | ----------------------- | ---------------------- | ----------------------- | ------------------------ | ----------------------- | ---------------------- |
| 1 | «Brave New World»       | Matt Shakman           | Tim Kring               | 24 de septiembre de 2015 | 6.09                    |                        |
| El 13 de junio, en Odessa, Texas, la empresa Primatech, líder en la investigación "Evo", es la anfitrióna de una cumbre de paz de Evos y seres humanos, pero el lugar es bombardeado. Mohinder dice ser el responsable del ataque y durante el próximo año, las personas con poderes de todo el mundo son perseguidas. Tommy Clark, un estudiante de secundaria con poderes que vive en Illinois y escapa de una reunión pro-Evos que se convierte en una masacre. Noah está trabajando como vendedor de coches bajo el nombre de Ted Barnes cuando descubre que sus recuerdos del 13 de junio han sido manipulados. El veterano de guerra, Carlos Gutiérrez, se entera de que su hermano Oscar ha estado luchando contra el crimen como un vigilante enmascarado con súper fuerza en Los Ángeles. En Tokio, una chica llamada Miko Otomo encuentra una espada en el estudio de su padre que la teletransporta a un mundo de videojuegos. |                         |                        |                         |                          |                         |                        |
| 2 | «Odessa»                | Greg Beeman            | Peter Elkoff            | 24 de septiembre de 2015 | 6.09                    |                        |
| Tommy utiliza sus poderes de teleportación para salvarse a sí mismo y su amiga Emily de Lucas y Joanne Collins, que están matando evos. Ren Shimosawa encuentra el juego Evernow en el ordenador de Miko, se une a ella para rescatar a su padre. Noah regresa a Primatech con Quentin Frady, un extrabajador temporal en Renautas, la empresa que compró Primatech. Oscar encuentra un ferrocarril subterráneo que Oscar utilizaba para ayudar a evos a escapar a Canadá. Cuando Lucas y Joanne se encuentran transportados a la antigua habitación de Tommy en el quinto nivel de Primatech, escapan matando a las personas que quedaban en la empresa y obteniendo archivos con la ubicación conocida de evos. |                         |                        |                         |                          |                         |                        |
| 3 | «Under the Mask»        | Greg Beeman            | Seamus Kevin Fahey      | 1 de octubre de 2015     | 5.00                    |                        |
| En el polo norte, la joven Malina usa su poder para suprimir el mal que se está acercando a la tierra. Mientras tanto, Molly Walker, que tiene el poder para localizar otros Evos, ha sido capturada por Renautas. En la torre de Yamagato, Miko es capturada por un hombre llamado Harris, que entrega la espada a Erica Kravid, CEO de Renautas. En un hospital, Noah encuentra un video de vigilancia de sí mismo de pie sobre el cuerpo de una chica rubia, al parecer, Claire; el vídeo tiene errores en la secuencia de tiempo, por lo que sospecha de Hiro Nakamura. Joanne está dispuesta a perseguir a los evos que aparecen en los archivos de Primatech, pero Lucas está aterrado porque está desarrollando poderes. Miko corta la mano de Harris y se escapa con Ren, la mano de Harris genera un clon de sí mismo. La madre de Tommy descubre que un hombre ha estado protegiéndo en secreto a su hijo. Carlos se pone la máscara de su hermano para convertirse en El Vengador, pero es derrotado por un policía corrupto con superfuerza. Erica utiliza a Molly para poner en marcha E.P.I.C., una tecnología que identifica a evos en todo el mundo. |                         |                        |                         |                          |                         |                        |
| 4 | «The Needs of The Many» | Jeff Woolnough         | Joey Falco              | 8 de octubre de 2015     | 4.41                    |                        |
| Cuando Tommy y su madre tienen un accidente de tráfico, Tommy la teletransporta a un hospital antes de desmayarse. Malina y su compañera invisible, Farah, salen del círculo polar ártico, y Malina muestra su capacidad de traer plantas y animales a la vida. Cuando Lucas revela sus poderes a Joanne y quema la lista de Evos, ella se niega a dispararle, pero se aleja de lo que queda de su matrimonio. Tommy se hace un análisis de sangre para ver si puede donar sangre a su madre, debido a las pruebas los agentes federales descubren que es un Evo y acuden a buscarle. José y el cura Mauricio, ambos Evos, son secuestrados. Noah y Quentin quieren entrar en el edificio Renautas abordan a Taylor Kravid y la hacen ver que su madre Erica utiliza sin compasión a los Evos, incluido el novio de Taylor. En Renautas, encuentran a Molly en una habitación llena de Evos conectados a máquinas, Molly toma el arma de Noah y se dispara a sí misma en la cabeza. |                         |                        |                         |                          |                         |                        |
| 5 | «The Lion's Den»        | Jeff Woolnough         | Holly Harold            | 15 de octubre de 2015    | 4.01                    |                        |
| Ren reúne a un grupo de aficionados cosplayers de Evernow en Renautas de modo que Miko pueda entrar en el edificio sin ser detectada. Mientras tanto, Tommy ha sido registrado como un Evo y se le inyecta un dispositivo de localización y se entera de que fue adoptado. Todavía dentro de Renautas, Noah, Quentin y Taylor desubren que la empresa se está preparando para la extinción de la humanidad. Uno de los clones de Harris dispara a Farah en Canadá donde Malina trata de luchar contra sus agentes, pero se ve superada por un Evo que puede manipular las sombras. Al volver a casa, Lucas finalmente se enfrenta a la realidad de la muerte de su hijo en el ataque de hace un año. Cuando Noah y Quentin son capturados por Harris, Miko irrumpe, tomando de nuevo su espada y dándoles la oportunidad de escapar. El hombre que ha estado protegiendo a Tommy aparece y le dice que su destino es ayudar a salvar el mundo. Los científicos de Renautas revelan que queda menos de una semana hasta que la radiación solar destruya la tierra. |                         |                        |                         |                          |                         |                        |
| 6 | «Game Over»             | Gideon Raff            | Nevin Densham           | 22 de octubre de 2015    | 3.80                    |                        |
| Carlos junto al Evo policía corrupto acude a un lugar en el retienen a los Evos. Miko y Ren vuelven a Evernow para salvar al "Maestro del tiempo y espacio", pero un enemigo demasiado poderoso les bloquea el paso. En el mundo real viajan hasta Renautas, donde se encuentran con Noah y Quentin y descubren que Renautas ha aprovechado el poder de Hiro para enviar suministros al futuro. También descubren que Miko es solamente un programa informático que desaparecerá cuando Hiro sea rescatado, aunque Ren le pide que no lo haga, ella acaba cumpliendo su misión y rescatando a Hiro. Quentin se enfrenta a su hermana, la chica que manipula las sombras. Noah le pide a Hiro que lo lleve al pasado, a la cumbre de paz de Odessa del 13 de junio, aunque reticente, Hiro acepta. Taylor envía un vídeo a través de Internet revelando que Renautas está secuestrando Evos. Malina ve cómo Lucas trata de suicidarse y manipula el viento para rescatarlo. Una vez juntos, Malina abre el sobre que Farah le dio donde hay una foto de un chico al que debe encontrar. Lucas reconoce a Tommy en la foto y decide ayudarla a buscarlo. Tommy huye a París con Emily, pero se da cuenta de que ningún lugar es seguro para él. Emily ayuda a Tommy a sacar su chip de seguimiento, y se besan. |                         |                        |                         |                          |                         |                        |
| 7 | «June 13th - Part One»  | Allan Arkush           | Adam Lash & Cori Uchida | 29 de octubre de 2015    | 3.95                    |                        |
| En el pasado, el 13 de junio, Mohinder Suresh se reúne con Angela Petrelli, que le cuenta que está al tanto de la catástrofe que va a ocurrir y que ha tenido una visión sobre los Evos que puede detenerla. También le dice que previamente se lo había contado a Erica, pero ella quiere que la catástrofe ocurra y solo salvar a quien ella escoja. Hachiro Otomo atrapa a Hiro dentro Evernow y toma su espada. Angela se va con el Noah del futuro al hospital a ver a Claire, pero les comunican que ha muerto durante el parto de mellizos. Mohinder da su investigación a Molly antes de que Harris lo lleve al lugar del atentado, donde Hiro descubre que cualquier intento de detener la explosión dará lugar a un futuro peor. Poco antes de la explosión, Phoebe Frady libera una nube de oscuridad que neutraliza todas las habilidades de los Evos. Después de las explosiones, Lucas y Joanne han perdido de vista a su hijo. Hiro toma a Angela y a los niños de Claire y los lleva a 1999 para que puedan crecer con seguridad. A los mellizos deciden llamarles Nathan y Malina. Angela ha visto que van a salvar al mundo. Noah ve a su yo futuro, cuando está a punto de matar a Erica. |                         |                        |                         |                          |                         |                        |
| 8 | «June 13th - Part Two»  | —                      | —                       | 5 de noviembre de 2015   | —                       |                        |
| Noah del futuro dispara a Erica en la pierna. Cuando Hiro y Angela están atrapados en Odessa en 1999, Angela se da cuenta de que Nathan puede absorber los poderes de otros y decide que los niños deben ser criados por separado. Noah del futuro le cuenta lo ocurrido al Noah del pasado que más tarde es capturado por Caspar e interrogado por Matt Parkman, pero Caspar borra los recuerdos de Noah a tiempo. Carlos se convierte en un héroe de la guerra debido a que Farah utiliza sus poderes. Cuando Erica utiliza la desaparición de Hiro para echarle la culpa de las explosiones, Hachiro usa su poder para traer a la chica Katana a la vida. Molly y Noah encuentran a Hiro con Anne y Nathan, pero Harris llega. Nathan envía a Molly a la India, donde ella quiere reunirse con la madre de Suresh. Nathan, Anne y Caspar huyen y Caspar acaba borrándole a Nathan los recuerdos sobre Hiro, quien se ha quedado para derrotar a Harris. Lucas y Joanne encuentran el cuerpo de Dennis y Joanne mata a un Evo. Quentin se reúne con Phoebe. Nathan envía a Noah de nuevo a su tiempo y encuentra a Quentin vivo y le cuenta acerca de los gemelos, Quentin a su vez, se lo cuenta a Erica por teléfono. |                         |                        |                         |                          |                         |                        |
| 9 | «Sundae, Bloody Sundae» | —                      | —                       | 12 de noviembre de 2015  | —                       |                        |
| Anne le dice a Tommy que tiene los poderes de Hiro, pero a él le resulta difícil de creer. Lucas se sincera con Malina y le habla acerca de su hijo. Mientras tanto, el capitán Dearing y Carlos llegan a Sunstone Manor, una instalación para Evos. Taylor se reúne con René, que quiere rescatar a Micah de Renautas. Caspar trata de salvar a Emily de Joanne que acaba matándole de un disparo; Lucas y Malina llegan, y Tommy detiene el tiempo y se marcha con Emily. Cuando Carlos se encuentra con José, el niño está hablando a una alucinación de su padre y no reconoce Carlos que es capturado. Dearing es detectado y le obligan a suicidarse. Carlos se encuentra con el director de la instalación, Matt Parkman. Matt se entera de que Carlos conoce a Farah. Tommy es capturado por Quentin y Phoebe y llevado junto a Erica. Cuando Noah va a ver el cadáver de Gaspar encuentra a Malina. La escena final muestra Miko despertarse 7957 años en el futuro en un desierto estéril, con una ciudad visible en la distancia. |                         |                        |                         |                          |                         |                        |
| 10 | «11:53 to Odessa»       | —                      | —                       | 19 de noviembre de 2015  | —                       |                        |
| Noah se hace cargo de Malina, rechazando la ayuda de Lucas. Mientras tanto, Tommy se despierta en la casa de Erica, con una extraña cicatriz en su cuello y continúa sin poder utilizar sus poderes. Erica revela que ella no cree que nada pueda hacerse para detener la inversión magnética, pero ella y su equipo estaban usando los poderes de Hiro para crear un puente entre el presente y el futuro para recolonizar la Tierra. En Sunstone Manor, Matt usa sus poderes para interrogar a Carlos y Farah tratando de encontrar a Malina. Tommy viaja con Erica, Phoebe y Quentin al futuro para ver la ciudad Gateway. Taylor ayuda al grupo de "Héroe verdadero". Miko se cuela en la base de Gateway y encuentra a Hachiro Otomo y la real Miko, mientras que en el presente, Otomo da a Ren una llave para con la que le dice podrá ir al futuro. Erica confiesa que trató de robar los poderes a Tommy, pero no funcionó y Tommy se compromete a ayudar a transportar a tantas personas como sea posible, hasta que lo encuentra Miko y escapan juntos. Malina detiene una tormenta, pero Noah desaparece y Lucas la salva de un grupo de humanos furiosos. Cuando Carlos, Farah, y Taylor tratan de escapar, un ejército de clones Harris llega a Sunstone Manor. |                         |                        |                         |                          |                         |                        |
| 11 | «Send in the clones»    | —                      | —                       | 07 de febrero de 2016    | —                       |                        |
| En Sunstone Manor, Farah y Carlos (con el traje de El Vengador) buscan a los amigos de Carlos, mientras que René y Taylor se enfrentan a Matt Parkman. En el futuro, Tommy, guiado por los cómics "9th Wonders!", envía a la chica Katana a Sunstone Manor, a pesar de que está desapareciendo lentamente de la realidad. Matt sospecha que Erica podría traicionarle y descubre que Taylor está embarazada, lo que piensa aprovechar para chantajearla. Malina y Lucas son detenidos pero Lucas deja inconsciente a Phoebe, quema al clon de Harris y persuade a Quentin para que se rinda. Más tarde Quentin les habla de los planes de Erica y Lucas y Malina deciden ir en busca de Tommy con Phoebe y Quentin como rehenes. En el centro Gateway de Odessa, Erica reúne a Tommy con Emily y su madre. El padre Mauricio es asesinado por un guardia, pero Carlos rescata a José y a Micah. El Harris original se enfrenta a la chica de la Katana y esta le vence antes de desaparecer para siempre. La muerte de Harris destruye todos sus clones. Micah explica la amenaza que se acerca a Carlos, José y a Farah y a continuación, realiza una emisión al mundo exponiendo las mentiras de Erica y la inocencia de Mohinder, instando a Evos y no Evos a vivir juntos. Erica pide a Joanne Collins que busque y mate a Malina. |                         |                        |                         |                          |                         |                        |
| 12 | «Company Woman»         | —                      | —                       | 14 de febrero de 2016    | —                       |                        |
| La noticia acerca de la llamarada solar se extiende por todo el mundo. Tommy se va cuando descubre que Renautas sólo planea salvar a 12.000 personas, esconde a su madre en el interior del reloj de Odessa mientras continúa buscando a Malina. En un flashback, Erica se acuesta con un Evo como pago por salvar la vida de su padre. Erica se queda embarazda de Taylor y cuando el Evo intenta llevársela con él Erica le mata. Caspar llega a la casa de Erica y ella le pide que le ayude a Taylor a olvidar lo ocurrido. En el presente, aunque Erica le ofrece a Taylor criar a su hijo juntas en el futuro, ella lo rechaza y se marcha. Phoebe se escapa de Lucas, pero Quentin decide confiar en él y acompañarle. Lucas, Malina, y Quentin van al instituto Union Wells High School donde Malina utiliza sus poderes para ser entrevistada por la prensa que allí se encuentra y atraer la atención de Tommy. Micah emite en bucle las imágenes de la entrevista. Tommy y Joanne llegan al instituto, pero Otomo encuentra antes a Tommy y le envía a Evernow. Joanne dispara a Malina y Lucas en respuesta la incinera, Farah haciéndose invisible intercepta la bala. Ren entra a Gateway y conoce a Emily, juntos acceden a la base usando el collar que Otomo le dio a Ren, justo a tiempo para oír a Otomo decir que Tommy está encerrado en Evernow. Justo después Otomo es drogado y arrastrado por el ayudante de Erica. Matt intercambia a Taylor por tres relojes que le permitan a él y a su familia viajar al Gateway del futuro, pero de regreso a casa sufre un accidente de coche dejando su reloj dañado y los otros dos perdidos. |                         |                        |                         |                          |                         |                        |
| 13 | «Project Reborn»        | —                      | —                       | 21 de febrero de 2016    | —                       |                        |
| Los poderes de Tommy abren el portal hacia el Gateway del futuro. Ren y Emily despiertan a Otomo y a la Miko real. Lucas se sacrifica para absorber la primera llamarada solar. José, Micah y Carlos quitan la bala de Farah. En el laberinto de Evernow Tommy se encuentra con una versión suya del futuro que le ayuda a recordar su pasado. Quentin mata a Phoebe en la torre del reloj para salvar Malina. Otomo envía a Ren a Evernow, donde se reúne con la chica de la Katana para salvar a Tommy. Una vez liberado, Tommy aparece en el futuro Gateway. Erica revela que este futuro solo existe si el mundo del pasado es destruido por la llamarada solar, por lo que Tommy utiliza sus poderes para estar en dos lugares al mismo tiempo. Cuando él y Malina no puede unir a sus poderes, él vuelve a visitar un momento de su niñez en el que Angela los puso a prueba, y descubre necesitan un conducto. Entonces, viaja en el tiempo para salvar a Noah, que se sacrifica para ayudar a sus nietos siendo el conducto para detener la llamarada solar, mientras que el otro Tommy trae a todos de vuelta desde el futuro, excepto a Erica. Tres meses más tarde, Quentin durante un interrogatorio se niega a revelar la identidad de los héroes que salvaron el mundo. Miko y Ren entrenan juntos, Carlos y Farah continúan el trabajo de El Vengador. Tommy y Emily viven normalmente, hasta que reciben cartas de tarot y Angela dice que su padre está buscándolos y nadie puede protegerlos. |                         |                        |                         |                          |                         |                        |

## Desarrollo

### Producción
El 22 de febrero de 2014 la NBC hizo público oficialmente el reinicio de la serie con un arco nuevo titulado Heroes: Reborn, el cual contaría una nueva historia con nuevas adquisiciones que se estrenaría en algún punto del 2015. En el mismo reportaje, la directora de la NBC Jenifer Salke se mostró abierta en el potencial regreso de algunos veteranos de la serie original. "El enorme impacto que tuvo Héroes en la plataforma de la televisión cuando se estrenó en el 2006 fue deslumbrante. Programas con esa clase de resonancia no aparecen a menudo y creímos que era buen momento para otra entrega. Nos intriga que el visionario creador Tim Kring estuviera entusiasmado de volver a la serie tanto como nosotros y comenzamos a avanzar en estas nuevas texturas y capas que Tim planea agregar a su concepto original. Hasta que nos acerquemos a la emisión en el año 2015 se pondrá bajo secreto apropiadamente, pero no vamos a descartar la posibilidad del regreso de algunos miembros del elenco original".

### Casting
El 24 de junio de 2014, el actor Milo Ventiglima que interpretó a Peter Petrelli en la serie confirmó que no regresaría al reinicio al igual que su antigua compañera Hayden Panettiere. Mientras que otro de los veteranos de la serie; Jack Coleman ha sido confirmado para regresar.
A principios de 2015, TV Line publicó que el actor de Chuck; Zachary Levi había sido contratado para aparecer como un personaje principal en Héroes: Reborn. Durante la trasmisión de la Super Bowl XLIX a principios de febrero de 2015, la cadena NBC estrenó oficialmente el primer tráiler de la serie, presentando a Coleman en su rol del Sr. Bennet y Levi debutando en su papel. A mediados de marzo se anunció que el actor Robbie Kay había sido contratado para coestelarizar en la serie como un personaje original. El 27 de marzo, fue confirmado que Masi Oka volvería para representar a Hiro Nakamura en un arco argumental de múltiples episodios y que la serie sería estrenada en el otoño de 2015. El elenco también incluye a Danika Yarosh, Judith Shekoni, Ryan Guzmán, Henry Zebrowski, Gatlin Green y Kiki Sukezane, en roles aún por revelar. el 28 de mayo se informó que Nazneen Contractor participaría de forma recurrente interpretando a Farah. En junio de 2015, fue anunciado el regreso de Sendhil Ramamurthy y Cristine Rose como Mohinder Suresh y Angela Petrelli, respectivamente. El actor Peter Mooney anunció que participaría en la serie de forma recurrente en una ronda de preguntas y respuestas con los fanes de Rookie Blue.